# Ina Großmann
Ina Großmann (* 21. August 1990 in Holzgerlingen) ist eine ehemalige deutsche Handballspielerin.

## Vereinskarriere
Ina Großmann begann mit sechs Jahren bei der HSG Schönbuch mit dem Handball. Ab 2008 spielte sie für den Zweitligisten VfL Sindelfingen, mit dem sie 2009 in die 1. Liga aufstieg. In der Saison 2010/11 war die 1,70 Meter große Linksaußen mit einem Zweitspielrecht für die TuS Metzingen ausgestattet, und nachdem die Spielgemeinschaft aus VfL Sindelfingen und Stuttgarter Kickers 2011 Insolvenz anmeldete, schloss sie sich endgültig der TuS Metzingen an, mit der ihr 2012 der Aufstieg in die 1. Liga gelang. Im Sommer 2018 wechselte sie zum Thüringer HC. Nach der Saison 2020/21 beendete sie ihre Karriere.

## Auswahlmannschaften
Großmann spielte für die deutsche Jugendnationalmannschaft, mit der sie 2010 an der Weltmeisterschaft in Südkorea teilnahm. Am 21. März 2018 bestritt sie ihr Debüt für die deutsche Nationalmannschaft. Sie absolvierte 41 Spiele, in denen sie 57 Tore erzielte.

## Nach Karriereende
Nach ihrer aktiven Zeit ist sie als Kommentatorin bei Sportdeutschland aktiv.